# Dmytro Kołomijeć
Dmytro Wałerijowycz Kołomijeć (ukr. Дмитро Валерійович Коломієць; ur. 5 grudnia 1973 w Białej Cerkwi, zm. 24 lutego 2022 w Krynciliwie) – ukraiński pilot wojskowy, major, Bohater Ukrainy.
Brał udział w obronie Ukrainy podczas rosyjskiej inwazji w 2022 roku. Zginął w pierwszym dniu agresji rosyjskiej, odwracając ogień nieprzyjacielski na swój samolot w wyniku czego został zestrzelony. Prezydent Ukrainy Wołodymyr Zełenski postanowił pośmiertnie przyznać mu tytuł Bohatera Ukrainy.